# آراکاوا-کو، توکیو

نقشهٔ منطقهٔ آراکاوا در توکیو

منطقهٔ آراکاوا (به ژاپنی: 荒川区 Arakawa-ku) یکی از ۲۳ منطقه ویژه توکیو پایتخت ژاپن است. 
این منطقه تقریباً بین مرکز و شمال شرقی توکیو واقع شده و ۱۰٬۲۰ کیلومتر مربع مساحت دارد که کوچکترین منطقه در میان مناطق ویژهٔ توکیو محسوب می‌شود. در این منطقه رود سومیدا جاری است.

## راه آهن
- شرکت راه‌آهن شرق ژاپن
  - خط یامانوته و خط کیهین-توهوکو در ایستگاه نیشی نیپون و ایستگاه نیپوری در این منطقه ایستگاه دارند.
  - خط جوبان نیز در ایستگاه نیپوری و ایستگاه میکاواشیما در این منطقه ایستگاه دارد.

## نگارخانه

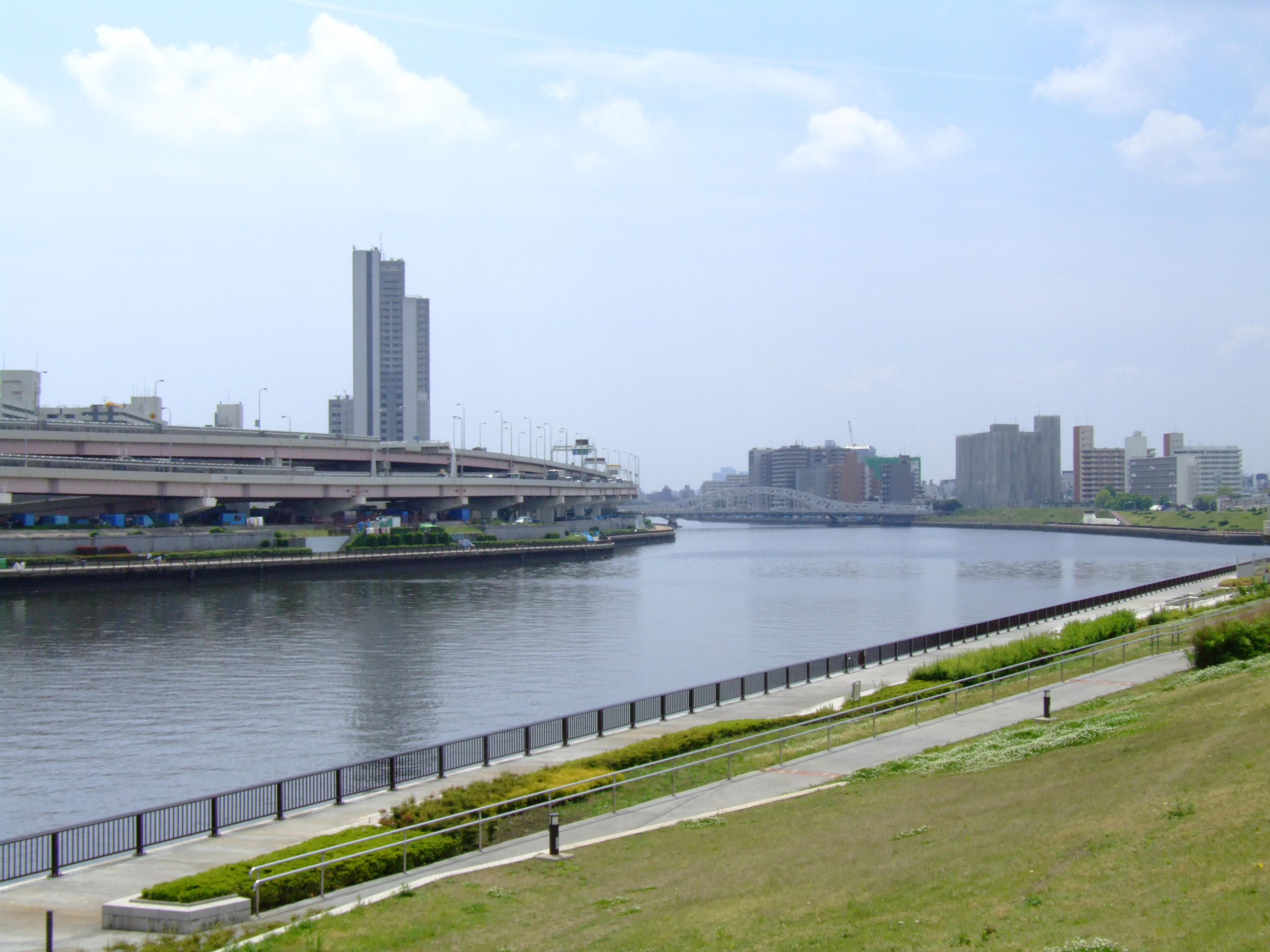
رود سومیدا در منطقهٔ آراکاوا